# Amerika (Drenthe)
Pour les articles homonymes, voir Amerika (homonymie).
Amerika est un hameau situé dans la commune néerlandaise de Noordenveld, dans la province de Drenthe. Le hameau dépend du village d'Een.